# Manteo Mitchell

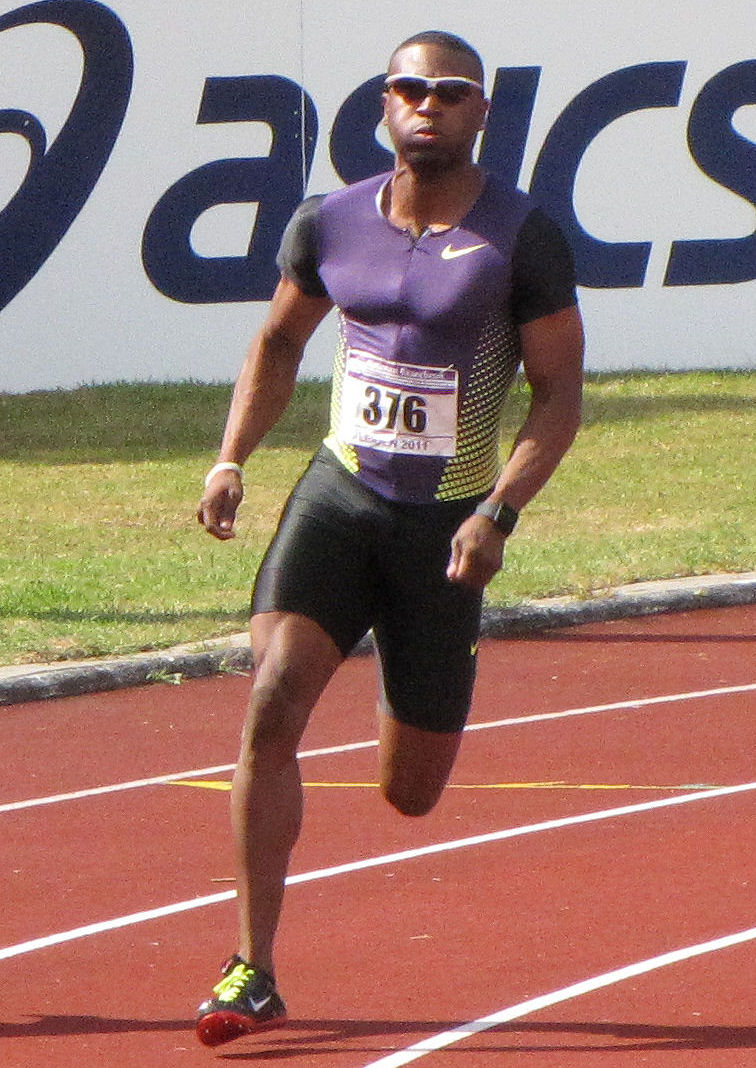
Manteo Mitchell at 2011 Gouden Spike

Manteo Mitchell (ur. 6 lipca 1987 w Shelby) – amerykański lekkoatleta, sprinter.
Biegł na trzeciej zmianie amerykańskiej sztafety 4 x 400 metrów, która zdobyła złote medale podczas halowych mistrzostw świata (2012).

## Rekordy życiowe
- Bieg na 200 metrów – 20,51 (2012)
- Bieg na 400 metrów – 44,96 (2012)
- Bieg na 400 metrów (hala) – 46,17 (2012)